# 陳怡儒
 陳怡儒（1978年1月31日—），嘉義市人，前臺灣女子籃球運動員，場上位置為中鋒，就讀嘉義國中時進入國泰女籃幼隊，2010年轉戰台元女籃，丈夫吳志偉同樣為籃球運動員，兩人育有一子一女，陳怡儒退休後曾在三興國小與南港國小執教。

## 外部連結
- 陳怡儒在fiba.basketball（英语）
- 陳怡儒在archive.fiba.com（archived）（英语）
- 陳怡儒在archive.fiba.com（archived）（英语）
- 陳怡儒在archive.fiba.com（archived）（英语）
- 陳怡儒在Eurobasket.com（球員）（英语）